# Xlendi Bay
Die Xlendi Bay ist eine Bucht auf der zu Malta gehörenden Insel Gozo.
Sie liegt im Südwesten der Insel Gozo. Auf der landseitig rechten Buchtseite liegt die Höhle Għar ta’ Karolina. Links steht der Xlendi Tower, ein aus dem 17. Jahrhundert stammender Wehrturm, der vom Malteserorden erbaut wurde.
Am Ende der Bucht liegt der Ort Xlendi, ein ehemaliges Fischerdorf. Er ist mit dem Auto von Fontana und von Munxar aus erreichbar.